# Calliandra paniculata
Calliandra paniculata är en ärtväxtart som beskrevs av Charles Dennis Adams. Calliandra paniculata ingår i släktet Calliandra och familjen ärtväxter. Inga underarter finns listade i Catalogue of Life.